# Nanteuil-en-Vallée
Nanteuil-en-Vallée is een gemeente in het Franse departement Charente (regio Nouvelle-Aquitaine). De plaats maakt deel uit van het arrondissement Confolens. Nanteuil-en-Vallée telde op 1 januari 2022 1.357 inwoners.

## Geografie
De oppervlakte van Nanteuil-en-Vallée bedroeg op 1 januari 2022 68,85 vierkante kilometer; de bevolkingsdichtheid was toen 19,7 inwoners per km².
De onderstaande kaart toont de ligging van Nanteuil-en-Vallée met de belangrijkste infrastructuur en aangrenzende gemeenten.

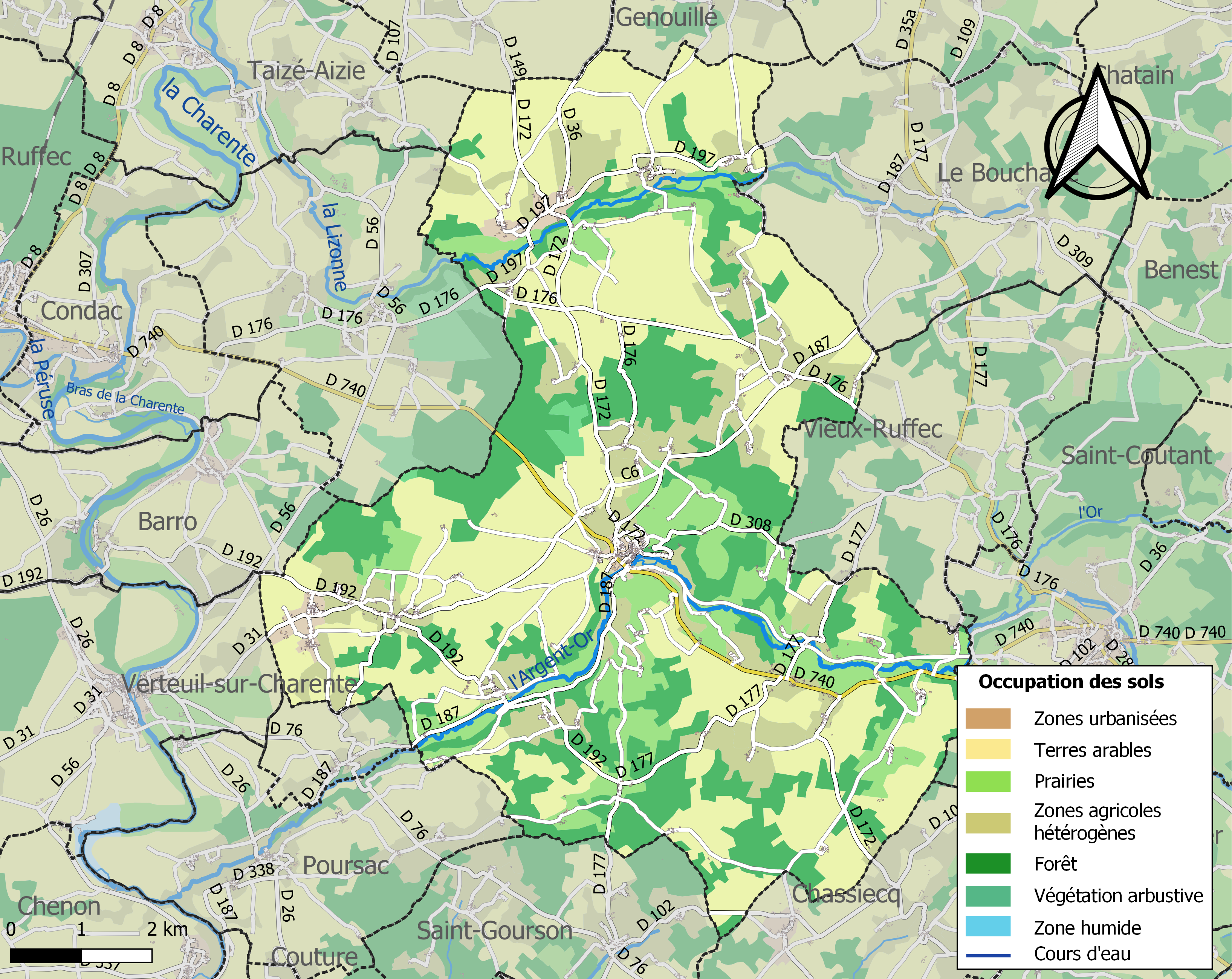

## Demografie
Onderstaande figuur toont het verloop van het inwonertal (bron: INSEE-tellingen).